# Ноллис, Эдуард, 2-й граф Банбери
Эдуард Ноллис (англ. Edward Knollys; 10 апреля 1627 — июнь 1645, между Кале и Гравелином, Королевство Франция) — английский аристократ, 2-й барон Ноллис, 2-й виконт Уоллингфорд и 2-й граф Банбери с 1632 года.

## Биография
Эдуард Ноллис родился 10 апреля 1627 года в семье сэра Уильяма Ноллиса, 1-го графа Банбери, и его второй жены Элизабет Говард. Уильяму на тот момент было 80 или 82 года. Он не упоминает Эдуарда в своём завещании, составленном в марте 1630 года, а его вдова спустя всего пять недель после его смерти вступила во второй брак — с Эдуардом Воксом, 4-м бароном Вокс из Херроудена. Из-за всего этого появилось мнение, что Эдуард и его младший брат Николас родились от внебрачной связи Элизабет и Вокса. Суд неизменно констатировал, что нет оснований для признаний Ноллисов бастардами, а пэры отказывались считать Эдуарда, Николаса и потомков последнего Ноллисами по крови и законными обладателями фамильных титулов. После смерти сэра Уильяма в 1632 году пятилетний Эдуард номинально унаследовал обширные семейные владения, расположенные главным образом в Оксфордшире и Беркшире, и титулы графа Банбери, виконта Уоллингфорда и барона Ноллиса.
В силу своего юного возраста Ноллис в любом случае не мог занять место в Палате лордов. Однако в феврале 1641 года он был участником судебного процесса, инициированного, чтобы установить его права на участок земли в Хенли и на другое имущество сэра Уильяма. Суд тогда постановил, что «Эдуард, ныне граф Банбери, является и на момент смерти графа был его сыном и наследником». 
В 1644 году Ноллис путешествовал по Италии, а в июне 1645 года он был убит в случайной дорожной ссоре во Франции, между Кале и Гравелином. Его похоронили в одной из церквей Кале. Эдуард не успел вступить в брак и оставить законное потомство, так что его наследником стал брат Николас.